# Patientförsäkring
En patientförsäkring är en typ av försäkring som vårdgivare har för de eventuella skador som en patient kan drabbas av under en behandling. Den som drabbas av en skada inom sjuk- eller tandvård kan ha rätt till ekonomisk ersättning enligt patientskadelagen. Lagen kräver därför att offentliga samt privata vårdgivare har en gällande patientförsäkring.
Offentliga vårdgivare (d.v.s. landstingsfinansierad vård) är försäkrade via Löf_(patientförsäkring) (Landstingens Ömsesidiga Försäkringsbolag).
Privata vårdgivare tecknar patientförsäkring via andra försäkringsbolag. Patienter som skadas av en oförsäkrad vårdgivare kan vända sig till Patientförsäkringsföreningen (PFF).